# Eugen Margarétha
Eugen Margarétha (* 6. Juli 1885 in Perchtoldsdorf, Niederösterreich; † 25. Mai 1963 in Wien) war ein österreichischer Jurist, Politiker (VF, ÖVP) und Präsident der österreichischen Nationalbank.

## Leben
Margaretha war der Sohn von Paul Margaretha, dem Begründer und Direktor des I. Wiener Konsumvereins, und seiner Frau Ida, geb. Zittritsch. Eugen Margarétha studierte Jus in London, Besançon und Wien und wurde 1910 promoviert. Anschließend arbeitete er als Konzeptbeamter in der industriellen Arbeitgeberorganisation. 1911 heiratete er Käthe Seidl, von 1914 bis 1918 leistete er Kriegsdienst im Ersten Weltkrieg. In der Zeit von 1918 bis 1938 war er Generalsekretär und Geschäftsführer des Hauptverbands der Industrie. Von 1934 bis 1938 war er als Vertreter der Selbständigen der Berufsgruppe Industrie und Bergbau Mitglied des Bundeswirtschaftsrates. Er engagierte sich in der Heimwehr und war Mitglied des Beirats der Landesleitung der Vaterländischen Front. Nach dem „Anschluss“ im Jahr 1938 wurde er aus politischen Gründen als Generalsekretär des Wiener Industriellenverbandes fristlos entlassen und musste in die Schweiz emigrieren.
Im Jahr 1945 nach Kriegsende wurde er Syndikus der Bundeskammer der gewerblichen Wirtschaft und Mitglied der Kreditlenkungskommission. Im selben Jahr wurde er auch in den Nationalrat gewählt, wo er als Abgeordneter bis 1952 einen Sitz innehatte.
1949 übernahm er das Amt des Bundesministers für Finanzen. Im Jahr 1952 trat er sowohl als Minister als auch als Abgeordneter zurück und übernahm das Amt des Präsidenten der Oesterreichischen Nationalbank, das er bis 1960 ausübte. Er wurde am Ober Sankt Veiter Friedhof bestattet.